# Il Bò
Il Bò, foglio dei Gruppi Universitari Fascisti (GUF) di Padova, nasce nel 1935 dall'iniziativa di Ugo Mursia e Ruggero Zangrandi. Il nome è ripreso dal Bo il popolare soprannome assegnato al Palazzo della sede dell'Università di Padova.
Dopo due anni, dal 1935 al 1936, di universalfascismo contro l'espansionismo rosso e quello massonico, il segretario del PNF (Partito Nazionale Fascista) decide che dal 28 gennaio "Il Bo" debba avere il compito di discutere su "Corporativismo-Questioni professionali riguardanti le sezioni laureati-Assistenza".
Pertanto, gli articoli su cinema e arti figurative passano in secondo piano per lasciare spazio a quelli sul corporativismo, il cui dibattito era condotto da Eugenio Curiel, che era diventato nuovo redattore capo de "Il Bò" nel 1937, in collaborazione con Ettore Luccini, ed era già in contatto con l'emigrazione antifascista a Parigi (in seguito divenne dirigente comunista della Resistenza e infine ucciso dai fascisti a Milano alla vigilia della Liberazione).
I suoi numerosi articoli tendono tutti a prendere le difese dei sindacati all'interno della fabbrica, mettendosi così in polemica con Ugo Spirito che, rappresentando la tendenza integralista di destra, mirava invece al primato della corporazione contro il sindacato, seguendo la linea di condotta del Fronte del Lavoro nazista.